# Toboz

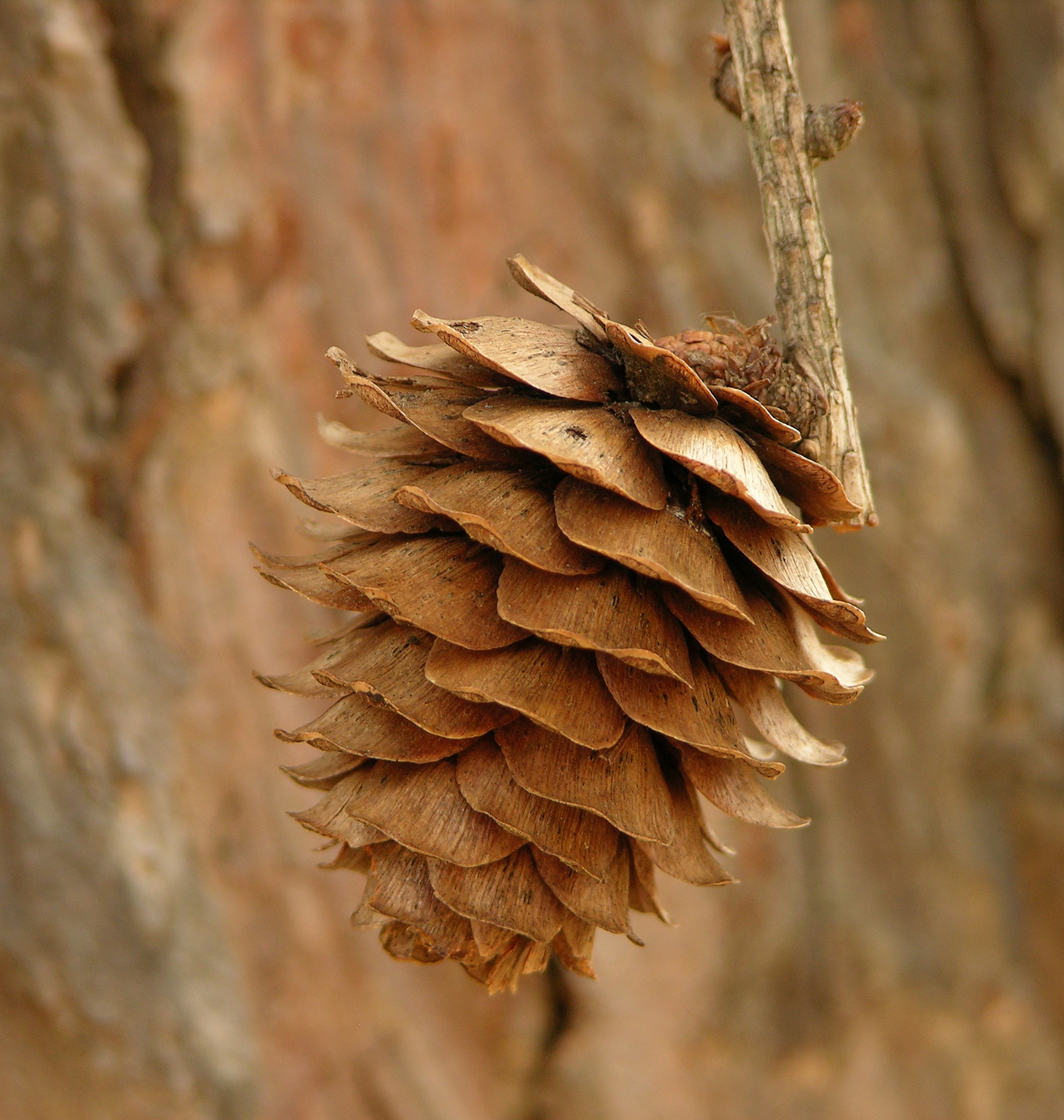
Japán vörösfenyő (Larix kaempferi) toboza

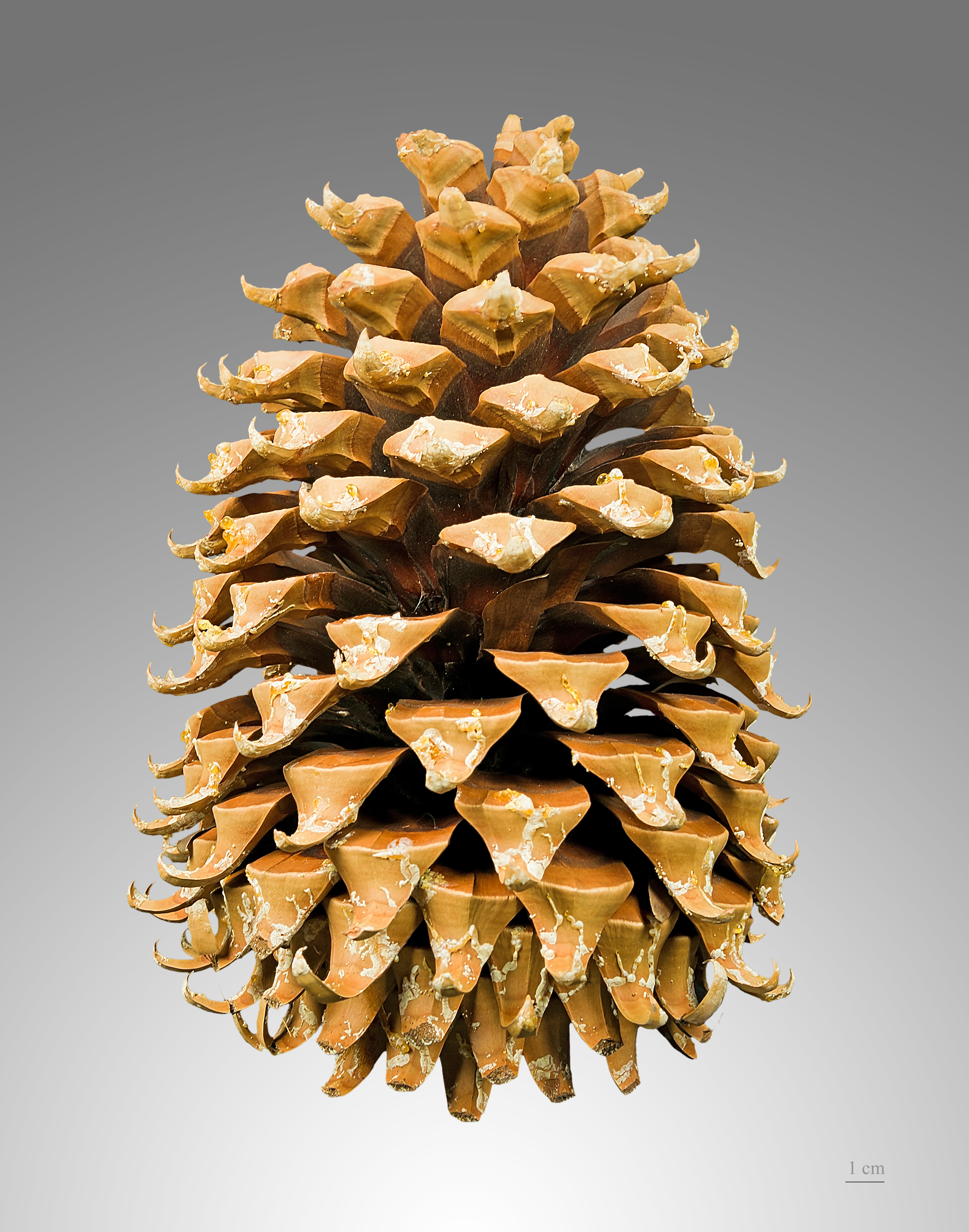
Pinus coulteri

A toboz vagy tudományos nevén conus (latin ’kúp’) a nyitvatermő növények csoportjára jellemző, női jellegű, sajátos alakú egyszerű fürtös virágzat. Fásodott tengelyén szórt állású, szintén fás termőlevelek (termőpikkelyek vagy tobozpikkelyek) ülnek, ezekre meddő fellevelek (fedőpikkelyek) borulnak. A tobozpikkelyek hónaljában helyezkednek el a magkezdemények (számuk jellemzően pikkelyenként kettő-kettő).
A fő toboztermők a tűlevelűek (Pinopsida) osztályába tartozó araukáriafélék (Araucariaceae), ciprusfélék Cupressaceae), mocsárciprusfélék (Taxodiaceae) és a fenyőfélék (Pinaceae) fajai. A toboztermők sajátos virágzata a nyitvatermő ősfák (Cordaitopsida) virágzatából vezethető le, erre utal a virágzati tengely megrövidülése, illetve a fedőpikkelyek ellaposodása és összenövése.
A tobozok és pikkelyeik mind alakjukat, mind nagyságukat tekintve rendkívül változatos megjelenésűek. A fenyőfélék (Pinaceae) családjába tartozó erdeifenyő-formák (Pinoideae) tobozpikkelyei csúcsuk felé kiszélesednek, míg a jegenyefenyő-formákéi (Abietoideae) éppen ellenkezőleg, elkeskenyednek. A fedőpikkelyek a toboz növekedése során nem változtatják méretüket, egyes fajoknál el is tűnnek.
A bükkfavirágúak (Fagales) rendjébe tartozó éger (Alnus) termős barkái őszre kis tobozokká fejlődnek, ezek azonban botanikai szempontból nem azonosak a toboztermők virágzatával.